# 猫の日
猫の日（ねこのひ）は、いくつかあるが、日本の「猫の日実行委員会」が1987年に制定した記念日は、猫の鳴き声「にゃん・にゃん・にゃん」の語呂合わせで2月22日に定められている。
なお、猫の日は世界各国で制定されており、ヨーロッパの多くの国がWorld Cat Dayとしている日は2月17日、ロシアは3月1日、アメリカ合衆国は10月29日である（後述）。
このほか、動物愛護団体の国際動物福祉基金が2002年に決めた、世界猫の日（World Cat Day, International Cat Day）が8月8日となっている。

## 日本における猫の日
1986年（昭和61年）秋、愛猫家の文化人が「猫の日制定委員会」を設立。「猫と一緒に暮らせる幸せに感謝し、猫とともにこの喜びをかみしめる記念日を」という趣旨で一般から公募した。寄せられた8953通の中で最も多かった2月22日に決定、翌1987年2月22日を第1回の猫の日とした。2月22日が選ばれた理由は、猫の鳴き声の「にゃんにゃんにゃん」と日本語の「222」の語呂合わせである。
1987年2月22日、猫の日実行委員会が都内で「猫の日フェスティバル」を開催、以降、毎年2月22日を“猫の日”として、猫に関する各種のイベントやキャンペーンが行われ、猫に関する啓発活動も行われるようになった。一例として「私の猫が日本一」コンテストは1990年の第3回開催の時点で恒例と報道されている。平成期に入ってからの猫の日を含めた猫ブームによる経済効果は「ネコノミクス」と呼ばれている。

### ぞろ目
2010年の猫の日は平成では22年であったことから「22.2.22」となった。そのため茨城県水戸市の郵便局3局では「平成ぞろ目の日記念」と題して、猫の記念小型印が当日使用された。
2022年の猫の日は「2022.2.22」となった事から記念乗車券が、新京成電鉄で限定発売された。次に揃うのはそれから200年後の2222年となる。

## 各国の猫の日
猫の日を定めているのは日本だけではない。国・地域によっては猫の里親探しに関して国民の意識を高めるための啓発デーとなっている。

### イタリア
La Festa Nazionale del Gattoは毎年2月17日である。ジャーナリストのClaudia Angelettiは、Tuttogatto誌の読者に対し、猫という動物に捧げる日を制定する国民投票を提案した。次のような理由でOriella Del Col夫人の案が選ばれた。1990年のことである。
- 2月は水瓶座の月、すなわち猫のように自由な精神を持つ、多くの規則によって束縛されることを好まない異端児の月である。
- 2月は「猫と魔女の月il mese dei gatti e delle streghe」と呼ばれる。魔法のイメージから
- 過去に黒猫に与えられていたイメージから。17という数は、イタリアでは伝統的に不幸の前触れと考えられてきた。これはローマ数字のアナグラムにもとづく迷信であるが（17=XVII, アナグラムでVIXI。これはラテン語で「(私は)生きていた」つまり「(私は)死んでいる」）あと6個の命を残している猫にとっては何ということはない[10]

イタリア各地の都市が、猫のため芸術的または社会的支援の取り組みでこの日を祝っている

### ロシア
ロシアでは3月1日を猫の日とする。ロシア文化では猫は春の象徴と考えられており、3月という月も猫と関連する。

### 英国
英国では、10月27日を「黒猫の日National Black Cat Day」と定めている。動物愛護団体「キャッツ・プロテクションCats Protection」が、黒猫（および白黒の猫）は他の色の猫よりも平均7日、飼い主を見つけるのに時間がかかるという統計的事実のもとづいて2011年に制定した。同団体は、黒猫は不吉なものであるとか、超常現象と関連があるとか、自撮りしてもバエないという意見を否定する。

### 米国およびカナダ
National Cat Dayはカナダでは8月8日、アメリカ合衆国では10月29日である。 「毎年どれだけの猫が保護を必要としているか国民に認識させ、また愛猫家には、生活の中で猫が与えてくれる無条件の愛と友情を讃えるよう促す目的で」2005年に制定された。